# Maskulin Mixtape Vol. 1
Maskulin Mixtape Vol. 1 ist der erste Sampler des Labels Maskulin. Er wurde am 28. Oktober 2011 als Download veröffentlicht. Zudem erschien er als Bonus-CD auf dem zweiten Sampler Maskulin Mixtape Vol. 2 des Labels.

## Besetzung
Zu der Besetzung des Samplers gehören die Rapper Fler, Silla, MoTrip, G-Hot, Nicone sowie DJ Gan-G.

## Produktion
Unter den Produzenten der Werke sind X-plosive, Gee Futuristic, Sinch, Beatzarre, Djorkaeff, DJ Sweap und DJ Pfund 500.

## Titelliste
| #  | Titel                                 | Interpret                             | Länge |
| -- | ------------------------------------- | ------------------------------------- | ----- |
| 1  | Intro                                 | DJ Gan-G                              | 2:21  |
| 2  | Spiegelbild (Remix)                   | Fler feat. G-Hot, Silla & MoTrip      | 4:05  |
| 3  | Hdfs                                  | MoTrip                                | 2:20  |
| 4  | Easy                                  | Fler                                  | 3:16  |
| 5  | Teer in meiner Lunge (Freestyle)      | G-Hot                                 | 1:18  |
| 6  | Ich leg noch einen drauf              | Nicone                                | 2:18  |
| 7  | Ich werd ein Teufel tun               | Silla                                 | 3:28  |
| 8  | Immer noch kein Fan davon (Freestyle) | G-Hot                                 | 1:12  |
| 9  | Immer noch kein Fan davon             | Fler feat. Silla & MoTrip             | 3:24  |
| 10 | Deutscher Rap sieht Scheisse aus      | Nicone & MoTrip                       | 3:02  |
| 11 | Kein Fan davon                        | Fler feat. Silla & MoTrip             | 3:31  |
| 12 | Polosport Massenmord                  | Fler feat. Silla & MoTrip             | 4:00  |
| 13 | Deepthroat                            | Silla                                 | 3:07  |
| 14 | Minutentakt (Remix)                   | Fler feat. Silla & MoTrip             | 3:52  |
| 15 | Die Streets                           | Nicone feat. Silla                    | 2:20  |
| 16 | Süchtig                               | Silla feat. Nicone                    | 2:10  |
| 17 | Geld macht mich geil                  | Fler feat. Silla & MoTrip             | 3:27  |
| 18 | Don’t Stop (Remix)                    | Silla & MoTrip feat. Sheek & Styles P | 4:43  |
| 19 | Um uns rum                            | Fler feat. G-Hot & Nicone             | 3:54  |
| 20 | Du tust mir leid                      | Fler                                  | 1:33  |

## Vermarktung
Es erschienen Videos zu Ich leg noch einen drauf, Immer noch kein Fan davon, Polosport Massenmord, Deepthroat und Die Streets. Der Song Polosport Massenmord wurde im Jahr 2011 als Single veröffentlicht.